# 바르바라 폰 브란덴부르크 (1422년)
브란덴부르크의 바르바라(독일어: Barbara von Brandenburg, 1422년 - 1481년 11월 7일)는 1433년에 만토바 후작 루도비코 3세 곤차가와 혼인한 만토바의 후작부인이다.
바르바라는 브란덴부르크의 변경백 요한 폰 호엔촐레른과 바르바라 폰 아스카니엔(Barbara von Askanier) 사이에서 태어났으며, 신성 로마 제국 황제 지기스문트의 질녀이기도 하다. 그녀의 결혼은 겨우 10살 일 때 1433년에 열렸고 그녀는 어린 시절의 후반기를 만토바에서 보냈다. 그녀는 동시대 외국과의 외교 책무를 맡으며 루도비코에게 정치적 조언자로서 활동했으며, 특히 만토바와 독일과의 관계가 그랬다. 그녀는 이탈리아 르네상스에서 중요한 존재로 여겨지고 비토리노 다 펠트레의 학생이기도 하였다.

## 자녀
결혼 기간 동안에, 바르바라는 14명의 자식을 낳았다:
- 페데리코(Federico, 1438년? – 유아기에 사망).
- 마달레나(Maddalena, 1439년? – 유아기에 사망).
- 엘리사베타(Elisabetta, 1440년? – 유아기에 사망).
- 페데리코 1세 (1441년 – 1484년) : 만토바 후작
- 프란체스코 (1444 – 1483) : 교황 비오 2세에 의해 추기경이 됨.
- 파올라 비안카(Paola Bianca, 1445년 – 1447년) : 유아기에 사망
- 잔프란체스코 (1446년 – 1496년) : 사비오네타(Sabbioneta) 백작이자 보촐로(Bozzolo)의 군주이며, 안토니아 델 발초(Antonia del Balzo)와 혼인.
- 수산나(Susanna, 1447년 – 1481년) : 산타 파올라 디 만토바(Santa Paola di Mantua)에서 수녀가 됨.
- 도로테아 (1449년 – 1467년) : 밀라노 공작 갈레아초 마리아 스포르차와 혼인
- 세실리아(Cecilia, 1451년 – 1472년) : 산타 키아라 디 만토바(Santa Chiara di Mantua)에서 수녀가 됨.
- 로돌포(Rodolfo, 1452년 –1495년) : Lord of 카스틸리오네 델레 스티비에레(Castiglione delle Stiviere), 솔페리노(Solferino), 수차라(Suzzara), 포빌리오(Poviglio)의 군주이며, 안토니아 말라테스타와 초혼을 했다 이후 카테리나 피코(Caterina Pico)와 재혼.
- 바르바라(Barbara, 1455년 – 1503년) : 1474년 에버하르트 1세 폰 뷔르템베르크와 혼인.
- 루도비코(Ludovico, 1460년 – 1511년) : 만토바 주교.
- 파올라(Paola, 1463년 – 1497년) : 레온하르트 폰 괴르츠와 혼인.